# Dendropsophus bogerti
Dendropsophus bogerti és una espècie de granota que viu a Colòmbia.